# Јева Засимаускајте
Јева Засимаускајте (литв. Ieva Zasimauskaitė; Каунас, 2. јул 1993) литванска је певачица која је представљала Литванију на Песми Евровизије 2018. године.

## Биографија
Јева Засимаускајте рођена је и одрасла у Каунасу, другом највећем литванском граду. 2012. године је завршила је гимназију у Калници, у близини Каунаса. 2015. добија хотелијерску диплому на Међународној школи за право и пословање у Вилњусу. Те године је радила праксу у једном хотелу у Каунасу и радила је у продавници поколона.
У музичкој школи у Каунасу, Иева је певала у дечјем вокалном саставу Linksmasis do и свирала је клавир. 2007. године учествовала је на Дечјој Песми Евровизије као пратећи вокал Лине Јуревичиуте. Када је имала 16 година, постала је чланица градског хора Каунаса. Након што је хор победио на литванском ТВ пројекту Chorų karai, наступила је са хором широм Литваније. 2012. године је учествовала у талент емсији Lietuvos balsas. Успела је да се домогне суперфинала и отпевала је заједно са Дима Биланом његову песму Never Let You Go. Убрзо након тога започела је соло каријеру и компоновала своју прву песму Pasiilgau. Тада је углавном певала по венчањима и промоцијама песме од Адел, Ријане и Алише Киз. Иева је такође текстописац песама које изводи.
Учествовала је на литванском националном избору за Песму Евровизије 2013, 2014, 2016, 2017. и 2018. године. Победила је 2018. године са песмом When We're Old са којом је представљала Литванију на Песми Евровизије 2018. године у Лисабону. Из првог полуфинала се пласирала у финале. У финалу је била 12. са 181 бодом. На сцени јој се том приликом придружио и муж.

## Лични живот
Удана је за Мариуса Килтинавичиуса, бившег литванскиог кошаркашког тренера. Обоје су вегетаријанци. Иева такође има старијег брата Угниуса.